# 山上伊豆母
山上 伊豆母（やまかみ いずも、1923年(大正12年)7月9日 - ）は、日本の民俗学者。

## 来歴
京都生まれ。父は神官、歌人の山上忠麿（1887年 - 1965年）。國學院大學卒、立命館大学卒、同志社大学大学院、帝塚山大学教養学部教授。1974年「古代祭祀伝承の研究」で國學院大學文学博士。1994年定年退任。

## 著書
- 『比較服飾史序説』日本風俗史学会関西支部、1963
- 『神話の原像』岩崎美術社、1969、民俗民芸双書
- 『巫女の歴史』雄山閣出版、1972、風俗文化史選書
- 『古代祭祀伝承の研究』雄山閣、1973
- 『日本芸能の起源』大和書房、1977、日本古代文化叢書
- 『古代神道の本質』法政大学出版局、1989
- 『日本の母神信仰』大和書房、1998

### 編纂
- 『講座日本の古代信仰 第5巻 呪祷と芸能』編、学生社、1980
- 山上忠麿『有職故実論集』増補 大文字書店、1993

## 参考
- 『巫女の歴史』新版、著者紹介